# الحدب (آل مجمل)
جبل الحدب هو جبل في السراة في ديار قبيلة بلقرن غربي قرية آل مجمل في مركز آل سلمة في محافظة بلقرن في منطقة عسير في المملكة العربية السعودية، ويشرف الجبل على تهامة وبه آثار استخراج معادن.